# Kurtus
Kurtus è un genere di pesci ossei marini e d'acqua dolce appartenenti all'ordine Gobiiformes, unico della famiglia Kurtidae.

## Distribuzione e habitat
L'areale della famiglia è ristretto all'Oceano Indiano orientale e all'Oceano Pacifico occidentale. Kurtus indicus è presente lungo le coste asiatiche tra l'India e l'Indonesia mentre K. gulliveri è endemico del nord dell'Australia e della Nuova Guinea. Entrambe le specie sono eurialine e costiere: K. gulliveri è più comune nei grandi fiumi con acque torbide e nei relativi estuari che in mare mentre K. indicus è più schiettamente marino.

## Descrizione
I Kurtidae hanno corpo abbastanza alto e compresso lateralmente, con un'evidente gobba dietro la testa. La bocca è abbastanza grande. Le scaglie sono piccole. La pinna dorsale è unica, composta di raggi molli e da alcuni raggi spinosi rudimentali. La pinna anale è lunga con due raggi spiniformi. La pinna caudale è forcuta.  La Linea laterale è incompleta e ridotta ad un piccolo tratto immediatamente dietro l'opercolo. In questa famiglia il maschio possiede un uncino occipitale dietro la testa unico tra tutti i pesci.
Kurtus gulliveri supera i 60 cm di lunghezza, K. indicus è considerevolmente più piccolo e non raggiunge i 15 cm.

## Biologia

### Riproduzione
Le uova vengono incubate dal maschio che le trattiene nella regione della nuca con l'uncino occipitale.

## Generi e specie
- Genere Kurtus
  - Kurtus gulliveri
  - Kurtus indicus[2]